# Prolasius
Prolasius é um gênero de insetos, pertencente a família Formicidae.

## Espécies
- Prolasius abruptus
- Prolasius advena
- Prolasius advenus
- Prolasius antennatus
- Prolasius bruneus
- Prolasius clarki
- Prolasius convexus
- Prolasius depressiceps
- Prolasius flavicornis
- Prolasius formicoides
- Prolasius hellenae
- Prolasius hemiflavus
- Prolasius mjoebergella
- Prolasius nitidissimus
- Prolasius pallidus
- Prolasius quadratus
- Prolasius reticulata
- Prolasius reticulatus
- Prolasius robustus
- Prolasius wheeleri
- Prolasius wilsoni